# Ирменская культура
Ирменская культура — археологическая культура позднего бронзового века на территории Западной Сибири.

## Описание
Располагалась в лесостепной части Западной Сибири (территория Кемеровской, Новосибирской, Омской областей и Алтайского края). М. П. Грязнов выделил особую группу памятников, схожих с памятниками карасукской культуры и назвал их культурой карасукского типа. Название ирменская культура предложила Н. Л. Членова в 1955 году. Помимо Грязнова и Членовой, изучением культуры занимались Т. Н. Троицкая, В. И. Молодин, В. И. Матющенко, В. В. Бобров, А. В. Матвеев, А.Б. Шамшин и другие.
Разные исследователи предлагают свои варианты датировки культуры: X—VIII вв. до н. э. (В. И. Матющенко), IX—VIII вв. до н. э. (В. И. Молодин), XII — первая половина VIII в. до н. э. (А. В. Матвеев), начало I тыс. до н. э. (В. В. Бобров).
Изученные памятники: поселения Ирмень I, Милованово-3, Быстровка-4, могильники Преображенка-3, Журавлёво-4. Поселения не укреплены. Жилища представляют собой полуземлянки каркасно-столбового или срубного типов. Помещение делилось на две части: для людей и для зимовки скота. В поселениях встречаются зольники. Погребения — невысокие курганы. Погребальный обряд: трупоположения, редко трупосожжения. На раскопках памятника Сопка-2 найдено культовое сооружение.
Из находок чаще всего встречается керамика. Сосуды разделяются на три типа: крупные плоскодонные горшки (для хранения продуктов и готовки), небольшие плоскодонные и круглодонные сосуды с диаметром больше, чем высота (столовая посуда), и плоскодонные кувшины с узким горлом и раздутым туловом (для хранения жидкостей). Орнамент сосудов резной, представлен геометрическим узором (треугольники, ромбы). Реже встречаются бронзовые изделия — гвоздевидные подвески, браслеты, кольца, ножи. Найдены также изделия из кости и каменные жернова.
Население занималось скотоводством — разведением лошадей, крупного и мелкого рогатого скота. Характерно, что животные зимовали в жилищах людей. Важную роль играли земледелие и ремёсла (бронзолитейное производство).
По антропологическому типу ирменцы относились к европеоидам памиро-ферганского типа. Прослеживается связь с андроновской культурой. В отдельную культуру выделяется позднеирменская культура, которая является продолжением ирменской.

## Палеогенетика
У образца I6047 (Tomsk_2124, inventory number 2124, Priobrazhenka 3, kurgan 19, burial 5, Старая Преображенка, Чановский район, Новосибирская область, 1384-1213 лет до н. э.) определили Y-хромосомную гаплогруппу R1a>R-Z93 и митохондриальную гаплогруппу R1b.